# 鈴木玄
鈴木 玄（すずき げん、2000年9月4日 - ）は、日本の歌手、ソングライター、音楽プロデューサー、実業家。
株式会社OHL、株式会社1HUNDRED、株式会社1HUNDRED MUSICの代表取締役を務める。

## 経歴
2008年、劇団東俳に所属。
2012年、関西ジャニーズJr.研修生に選出。
2018年4月、KISS Entertainment 練習生に選出。7月、オーディション番組『PRODUCE 101 JAPAN』に出演。
2020年、『G-EGG』に出演。ファイナリストに選出。
2021年1月29日、 7人組ダンスボーカルグループ『OHL』に最年少メンバーとして加入。
2022年4月8日  ㈱OHL、7月7日、㈱1HUNDREDをそれぞれ設立。
2023年6月5日、㈱1HUNDRED MUSICを設立。

## 人物
出身：大阪府大阪市、身長：175cm、血液型：B型、特技：トラックメイク、作詞・作曲・編曲

## 出演

### テレビ番組
- PRODUCE 101 JAPAN（2019年9月26日 - 12月12日、TBS系列〈初回、最終回のみ〉、GYAO!）
- G-EGG（2020年2月22日 - 8月29日、Mnet、AbemaTV、TOKYO MX）

### ラジオ
- ワンリミ de ナイト（2021年、FM NACK5）
- E★K radio~ONE HUNDRED LOVERS[3]「鈴木玄社長のネガティブシンキング」コーナー （2023年4月3日 - 、FMヨコハマ）

### 書籍
- 「BOYS FILE」[4]
  - 「Vol.06 Sexy」（2021年5月28日）
  - 「Vol.09 TRAINING」(2022年5月27日）
  - 「Vol.11 LIVE」（2022年12月23日）
  - 「Vol.13 DANCE」（2023年9月29日）